# Gymnocalycium bruchii
Gymnocalycium bruchii là một loài thực vật có hoa trong họ Cactaceae. Loài này được (Speg.) Hosseus mô tả khoa học đầu tiên năm 1926.

## Hình ảnh

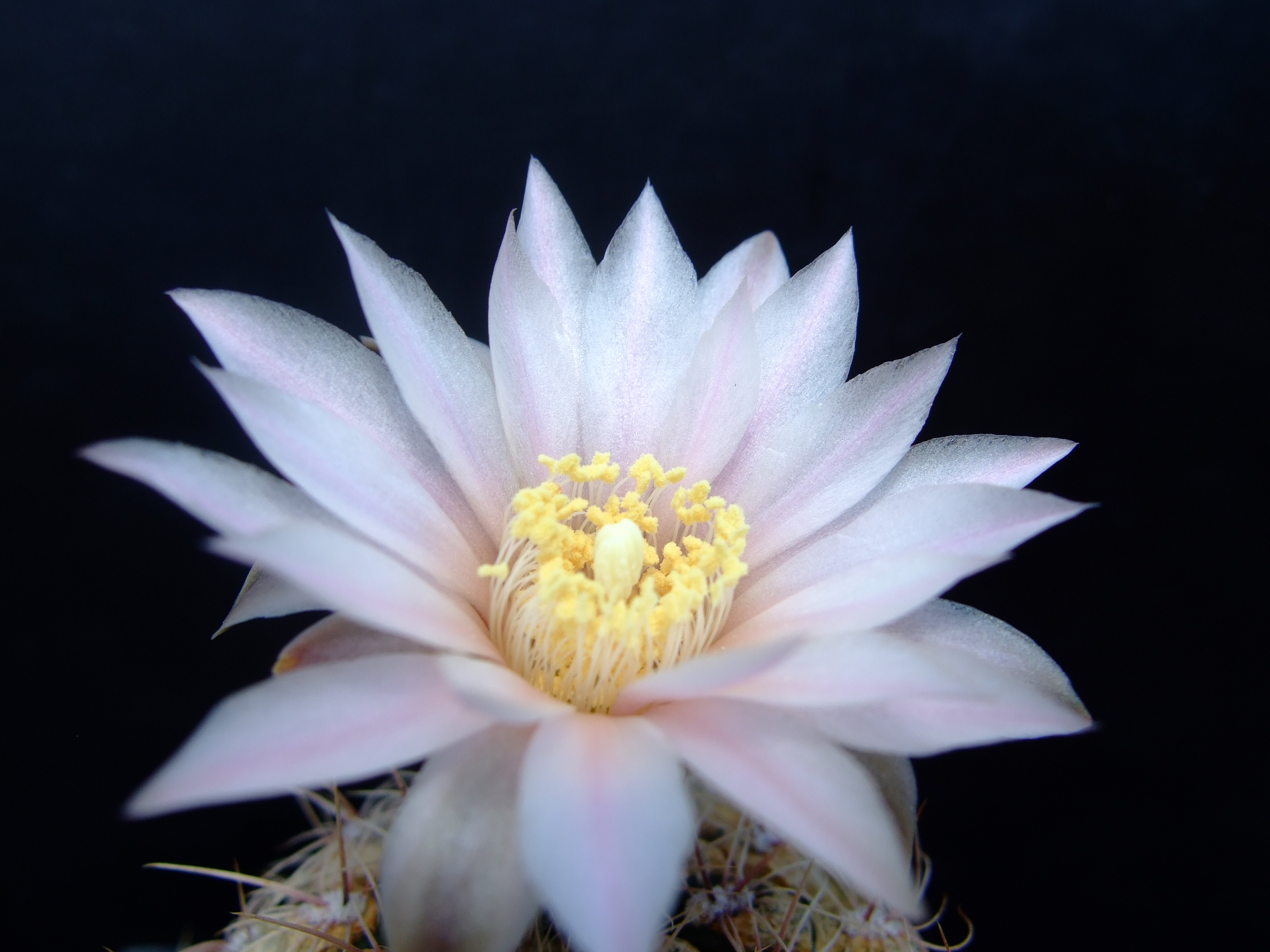
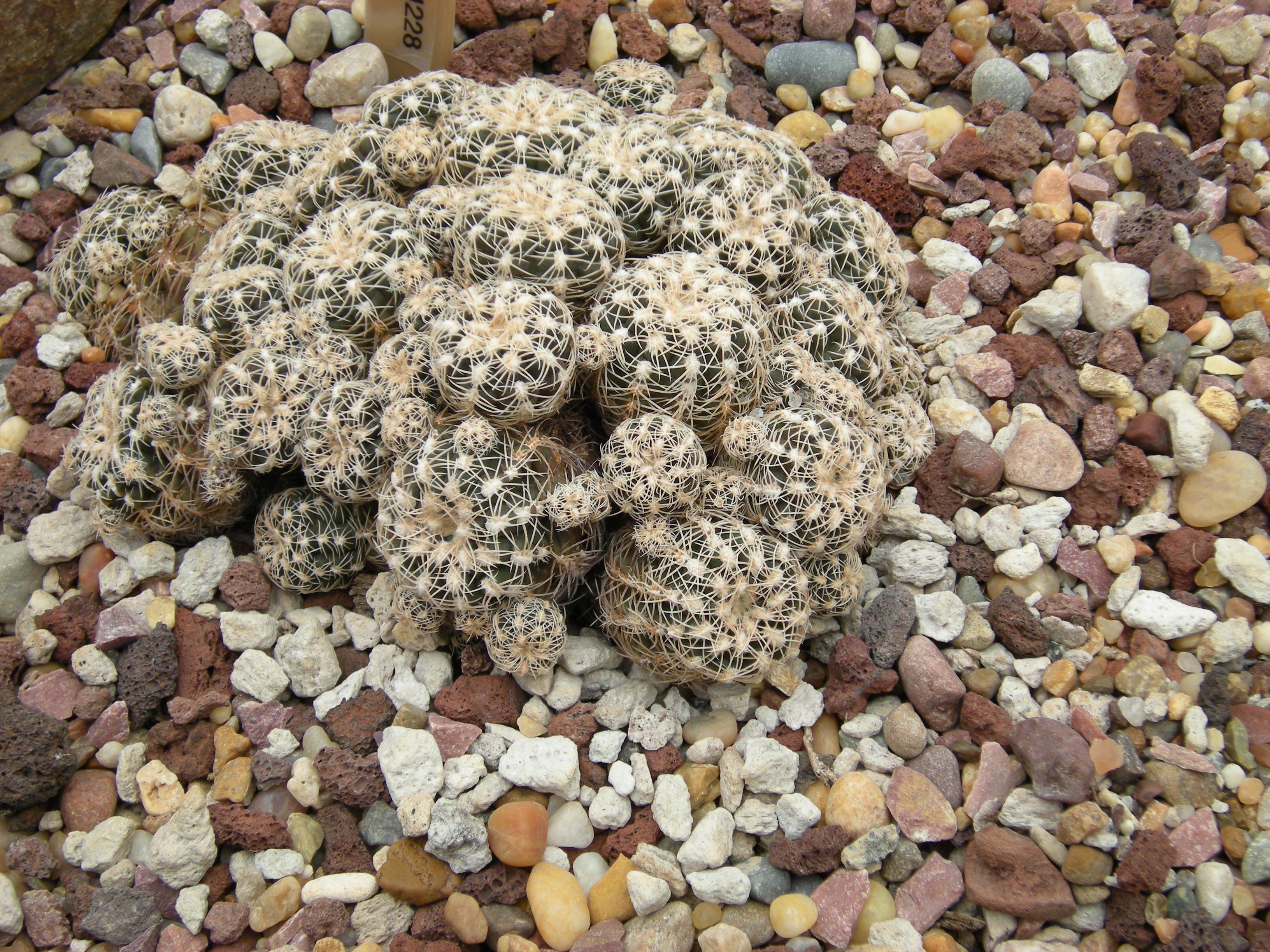
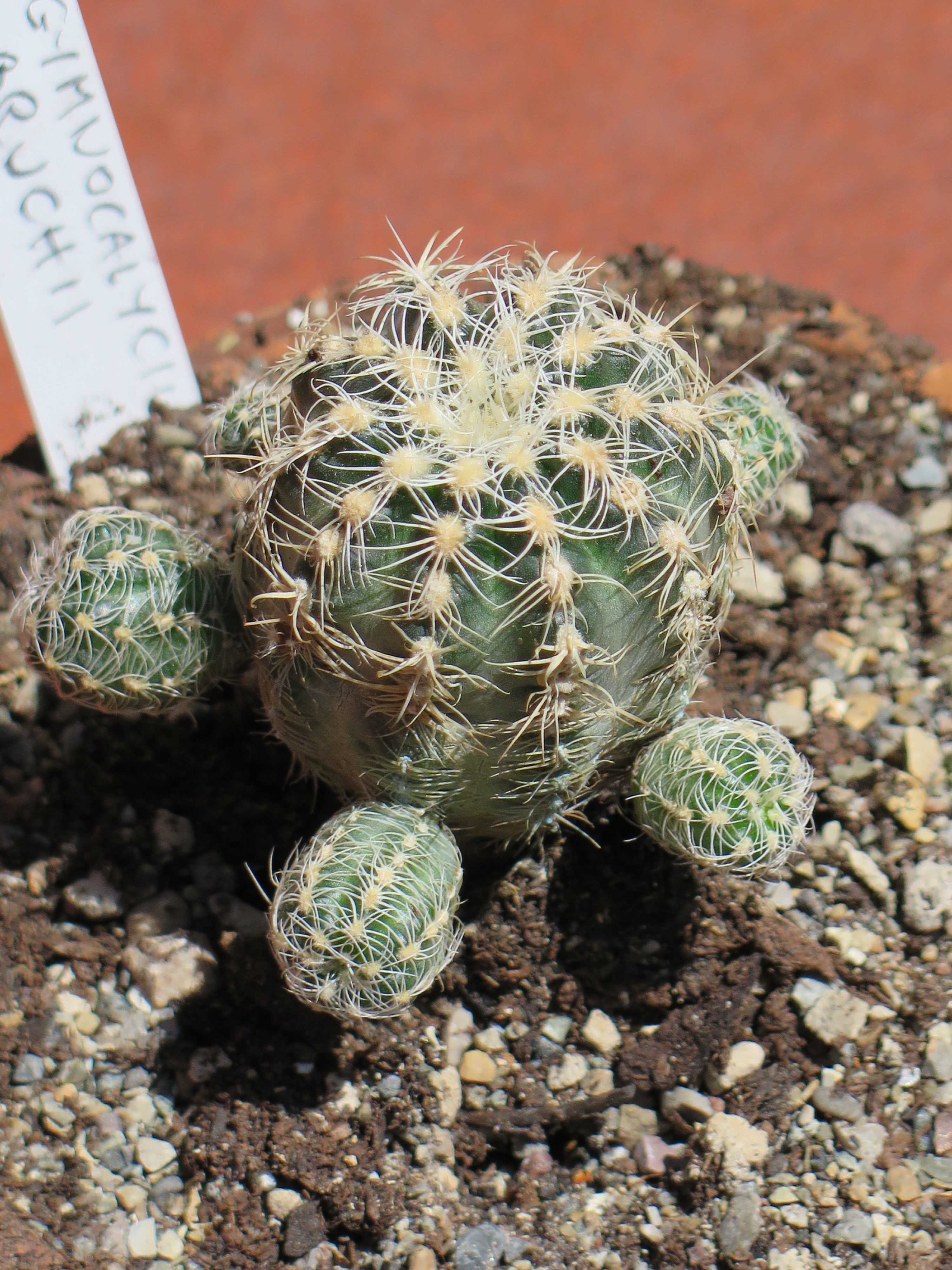
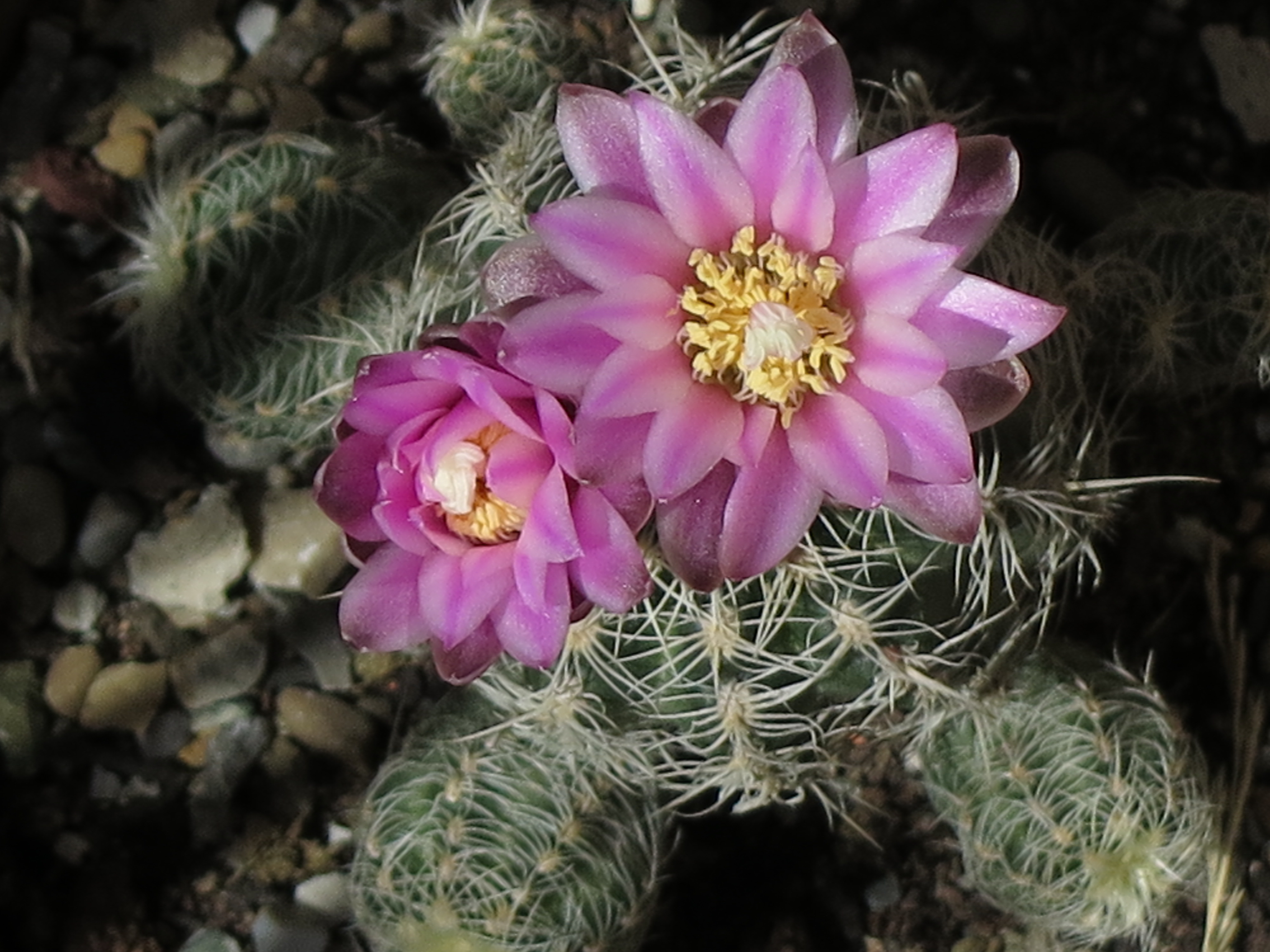